# Nebraska City
Nebraska City és una població dels Estats Units a l'estat de Nebraska. Segons el cens del 2021 tenia 7.222 habitants.

## Demografia
Segons el cens del 2000, Nebraska City tenia 7.228 habitants, 2.898 habitatges, i 1.872 famílies. La densitat de població era de 631,4 habitants per km².
Dels 2.898 habitatges en un 31% hi vivien nens de menys de 18 anys, en un 51,3% hi vivien parelles casades, en un 10,2% dones solteres, i en un 35,4% no eren unitats familiars. En el 30,7% dels habitatges hi vivien persones soles el 16,1% de les quals corresponia a persones de 65 anys o més que vivien soles. El nombre mitjà de persones vivint en cada habitatge era de 2,4 i el nombre mitjà de persones que vivien en cada família era de 3,01.
Per edats la població es repartia de la següent manera: un 25,8% tenia menys de 18 anys, un 7,4% entre 18 i 24, un 25,4% entre 25 i 44, un 22,3% de 45 a 60 i un 19% 65 anys o més.
L'edat mediana era de 39 anys. Per cada 100 dones de 18 o més anys hi havia 85 homes.
La renda mediana per habitatge era de 34.952 $ i la renda mediana per família de 42.860 $. Els homes tenien una renda mediana de 29.507 $ mentre que les dones 19.859 $. La renda per capita de la població era de 16.969 $. Aproximadament el 6,3% de les famílies i el 9,3% de la població estaven per davall del llindar de pobresa.

## Poblacions més properes
El següent diagrama mostra les poblacions més properes.